# 粗壮角萼翠雀花
粗壮角萼翠雀花（学名：Delphinium ceratophorum var. robustum）为毛茛科翠雀属下的一个变种。

## 扩展阅读
- 維基物種上的相關：粗壮角萼翠雀花